# 杰茜卡·莫里森
杰茜卡·莫里森（英語：Jessica Morrison，1992年5月18日—），澳大利亚女子赛艇运动员。她曾代表澳大利亚参加2016年和2020年夏季奥林匹克运动会赛艇比赛，其中2020年奥运会获得一枚金牌。